# Tunnel in Island
Trotz der anspruchsvollen Topographie gibt es nur recht wenige Tunnel in Island.
Mit Stand 2024 sind im Land dreizehn Tunnel in Betrieb und sechs geplant. In der Planung von Tunneln aus dem Jahr 2000 der isländischen Straßenverwaltung Vegagerðin wurden 24 mögliche Projekte untersucht. Davon sind inzwischen acht Tunnel fertiggestellt.
Das isländische Wort göng für Tunnel ist ein Neutrum, das es nur im Plural gibt. 

## Erste Tunnel
Als erster Tunnel wurden im Jahr 1948 die Arnarnesgöng mit 30 m Länge in den Westfjorden fertig gestellt. Als Nächstes folgten 1967 die Strákagöng mit 800 m auf der Halbinsel Tröllaskagi im Nordwesten von Island. Der dritte Tunnel waren 1977 (offizielle Einweihung 1978) die Oddsskarðsgöng mit 640 m in den Ostfjorden Islands. Und dieser wurde 2017 durch die 7542 m langen Norðfjarðargöng ersetzt. Alle übrigen (und längeren) Tunnel wurden erst ab 1990 erbaut.

## Gründe für Tunnel
Die isländischen Tunnel wurden in der Regel aus einem von zwei Gründen erbaut:
Entweder sie verbinden Ortschaften in geringer Entfernung, aber die Topographie (Fjorde, Berge) erfordern wesentliche Umwege. Beispiele dafür sind die Hvalfjarðargöng, Héðinsfjarðargöng, Múlagöng und Fáskrúðsfjarðargöng. Die Almannaskarðsgöng, Dýrafjarðargöng, Norðfjarðargöng, Vestfjarðagöng und Strákagöng ersetzen Passstraßen, die aufgrund der nordischen Witterungsbedingungen nicht wintersicher und mitunter wochenlang gesperrt waren, im letzten Beispiel sogar 7–8 Monate im Jahr. Da jeweils eine Alternativroute bestand (entweder eine lange Fahrt über Land oder der Umstieg auf das Schiff, von dem aus jeder betroffene Ort erreichbar war), war das Bedürfnis nach Tunneln unter Berücksichtigung der hohen Kosten und geringer Bevölkerungsdichte weniger ausgeprägt als in anderen gebirgigen Ländern.

## Verteilung im Land
Die Tunnel verteilen sich sehr unregelmäßig über Island:
Vier der Tunnel (Arnarnesgöng, Bolungarvíkurgöng, Vestfjarðagöng und Dýrafjarðargöng) sind in den nördlichen Westfjorden in Ísafjarðarbær und der Nachbargemeinde Bolungarvík zu finden. Drei weitere Tunnel (die Strákagöng, Héðinsfjarðargöng und Múlagöng) sind in der Gemeinde Fjallabyggð mit den Städten Ólafsfjörður und Siglufjörður im Norden Islands. Zwei Tunnel werden in den Ostfjorden betrieben. Das sind die Fáskrúðsfjarðargöng und Norðfjarðargöng. An der Ringstraße liegen drei Tunnel: Die Hvalfjarðargöng nördlich von Reykjavík, die Vaðlaheiðargöng bei Akureyri im Norden und die Almannaskarðsgöng bei Höfn im Südosten.

## Besonderheiten
Eine Besonderheit weisen die Vestfjarðagöng auf. Sie verfügen über drei Tunnelportale und eine Verzweigung im Berg (und damit über drei Tunneläste). Dementsprechend ist auch die Frage nach dem längsten Tunnel nicht leicht zu beantworten. Gemäß offizieller Darstellung des isländischen Straßenverkehrsamts Vegagerðin sind die Héðinsfjarðargöng mit 10,5 km der längste Tunnel. Dieser Tunnel besteht jedoch aus zwei Tunneln mit 6,9 und 3,7 km Länge. Dazwischen wird ein Tal auf knapp 600 m durchquert. Alle drei Äste der Vestfjarðagöng weisen dagegen zusammen eine Länge von 9160 m auf. Dies kann jedoch nicht am Stück gefahren werden. Die beiden längsten Äste, Fahrt vom Súgandafjörður Richtung Südwesten, sind zusammen 7057 m lang. Die Vestfjarðagöng sind noch der längste durchgehende Tunnel Islands.
Seit dem 1. Januar 2019 muss man für die Fahrt durch die Vaðlaheiðargöng Maut bezahlen. Davon abgesehen sind sämtliche Tunnel in Island aktuell mautfrei, seit Ende September 2018 auch die zuvor privat betriebenen Hvalfjarðargöng. Dieser Tunnel ist der erste und einzige unter dem Meeresspiegel.
| Bild | Name                | Länge    | Baubeginn | Eröffnung          | Region                       | Straße    | Verkehr *   | Bemerkung |
| ---- | ------------------- | -------- | --------- | ------------------ | ---------------------------- | --------- | ----------- | --- |
|      | Arnarnesgöng        | 030 m    | 1947      | 1948               | Vestfirðir                   | S61       | 450         | Erster Tunnel in Island; war bis 1995 einspurig                                                                      |
|      | Strákagöng          | 0800 m   | 1959      | 10. November 1967  | Norðurland vestra            | S76       | 390         | Einstreifig mit Ausweichmöglichkeiten                                                                                |
|      | Oddsskarðsgöng      | 0640 m   | 1974      | 13. Dezember 1977  | Austurland                   | früher    |             | Einstreifig mit Ausweichmöglichkeiten; stillgelegt und durch die Norðfjarðargöng ersetzt                             |
|      | Múlagöng            | 3.400 m  | 1988      | 1. März 1991       | Norðurland eystra            | S82       | 710         | Einstreifig mit Ausweichmöglichkeiten; soll verbreitert werden                                                       |
|      | Vestfjarðagöng      | 9.120 m  | 1991      | 14. September 1996 | Vestfirðir                   | S60 · S65 | 790 580 280 | Tunnel verzweigt sich unter Tage in drei Arme; ein Arm zweistreifig, zwei Arme einstreifig mit Ausweichmöglichkeiten |
|      | Hvalfjarðargöng     | 5.770 m  | 1996      | 11. Juli 1998      | Höfuðborgarsvæðið Vesturland | R1        | 8600        | Bis zu 165 m unter dem Meeresspiegel; war bis 2018 mautpflichtig                                                     |
|      | Almannaskarðsgöng   | 1.308 m  | 2004      | 24. Juni 2005      | Austurland                   | R1        | 740         | Ersetzt eine Passstraße mit bis zu 17 % Gefälle                                                                      |
|      | Fáskrúðsfjarðargöng | 5.850 m  | 2003      | 9. September 2005  | Austurland                   | R1        | 880         | Verkürzt die Straße um 45 km                                                                                         |
|      | Bolungarvíkurgöng   | 5.156 m  | 2008      | 25. September 2010 | Vestfirðir                   | S61       | 1200        | Ersetzt eine von Steinschlag und Lawinen gefährdete Straße                                                           |
|      | Héðinsfjarðargöng   | 10.572 m | 2006      | 2. Oktober 2010    | Norðurland eystra            | S76       | 760         | 3.642 m + 6.930 m; dazwischen ein Teil oberirdisch                                                                   |
|      | Húsavíkurgöng       | 0943 m   | 2016      | 31. August 2017    | Norðurland eystra            | ---       |             | Nicht für den allgemeinen Straßenverkehr                                                                             |
|      | Norðfjarðargöng     | 7.542 m  | 2013      | 11. November 2017  | Austurland                   | S92       | 770         | Nachfolger der Oddsskarðsgöng                                                                                        |
|      | Vaðlaheiðargöng     | 7.400 m  | 2013      | 12. Januar 2019    | Norðurland eystra            | R1        | 1650        | Mautpflichtig |
|      | Dýrafjarðargöng     | 5.600 m  | 2017      | 25. Oktober 2020   | Vestfirðir                   | S60       | 180         | Ersetzt die Passstraße über Hrafnseyrarheiði                                                                         |

- In der Spalte Verkehr wird das durchschnittliche Verkehrsaufkommen mit Fahrzeugen pro Tag über das gesamte Jahr 2024 angegeben.[6]